# 島根県道35号益田停車場線
島根県道35号益田停車場線（しまねけんどう35ごう ますだていしゃじょうせん）は、島根県益田市を通る県道（主要地方道）である。

## 概要

### 路線データ
- 起点：島根県益田市駅前町（山陰本線・山口線 益田駅前）
- 終点：島根県益田市栄町（栄町交差点、国道9号交点）

## 歴史
- 1993年（平成5年）5月11日 - 建設省から、県道益田停車場線が益田停車場線として主要地方道に指定される[1]。

## 地理

### 通過する自治体
- 益田市

### 交差する道路
| 交差する道路           | 交差する場所 | 交差する場所      |
| ---------------------- | ------------ | ----------------- |
| 島根県道54号益田澄川線 | 駅前町       | 益田駅前交差点    |
| 国道9号 国道187号 重複 | 栄町         | 栄町交差点 / 終点 |

### 沿線
- JR西日本山陰本線・山口線 益田駅
- 益田駅前ビル EAGA
- 益田警察署 益田駅前交番